# Alepidea delicatula
Alepidea delicatula är en flockblommig växtart som beskrevs av August Henning Weimarck. Alepidea delicatula ingår i släktet Alepidea och familjen flockblommiga växter. Inga underarter finns listade i Catalogue of Life.